# أعماق الأزقة (مسلسل)
مسلسل باب الشيخ هو مسلسل تلفزيوني عراقي.

## القصة
تتمحور الاحداث حول الحقبة الزمنية ما بين عامي 1963-1968 وما شهدت من صراعات سياسية بين الشيوعيين من جهة والبعثيين من جهة أخرى وكانت محلة  باب الشيخ  مسرحا لها كذلك منطقة الوزيرية.

## طاقم العمل
- آسيا كمال
- باسل شبيب
- غالب جواد
- أحمد حمود
- مرتضى حنيص

## وصلات خارجية
- صفحة مسلسل أعماق الأزقة على موقع السينما كوم